# 860-as évek
Évszázadok: 8. század – 9. század – 10. század
Évtizedek: 810-es évek – 820-as évek – 830-as évek – 840-es évek – 850-es évek – 860-as évek – 870-es évek – 880-as évek – 890-es évek – 900-as évek – 910-es évek
Évek: 860 861 862 863 864 865 866 867 868 869

## Híres személyek
- I. Miklós pápa (858–867† )